# Distretto di Nalbari
Il distretto di Nalbari è un distretto dello stato dell'Assam in India. Il suo capoluogo è Nalbari.